# 姜洪池
姜洪池（1949年—），汉族，中华人民共和国政治人物、第十一届全国政协委员。
加入中国共产党，担任哈尔滨医科大学党委书记。2008年，当选第十一届全国政协委员，代表医药卫生界，分入第四十五组。